# Torii Naritsugu
Torii Naritsugu (鳥居 成次, né en 1570, mort le 17 juillet 1631) était le fils de Torii Mototada. Il était daimyo du domaine de Yamura dans la province de Kai, à la tête d'un domaine d'une valeur de 35 000 koku, mais en fut dépossédé en 1632 et banni dans le domaine de Yamagata appartenant à son neveu, Torii Tadatsune.

## Source de la traduction
- (en) Cet article est partiellement ou en totalité issu de l’article de Wikipédia en anglais intitulé « Torii Naritsugu » (voir la liste des auteurs).